# AIDA Cruises
AIDA Cruises är ett tyskt kryssningsrederi med brittiskt-amerikanskt ägande. Rederiet som grundades 1960, köptes upp av P&O Princess Cruises år 2000, och riktar sig mest mot tyskspråkiga gäster. Kryssningar går längs olika delar av Europas kuster, inte minst Norge, och även utanför Europa, inte minst under vintern. Huvudkontoret finns i Rostock.

## Flotta
Rederiet har följande fartyg:
| Namn       | Byggår | Byggnadsvarv                              | Dräktighet  | Övrigt | Bild |
| ---------- | ------ | ----------------------------------------- | ----------- | --- | ---- |
| AIDAcara   | 1996   | Kvaerner Masa-Yards Pernovarvet i Finland | 38 531 ton  | AIDAcara hette tidigare bara AIDA |      |
| AIDAvita   | 2002   | Aker MTW                                  | 42 289 ton  | |      |
| AIDAaura   | 2003   | Aker MTW                                  | 42 289 ton  | |      |
| AIDAdiva   | 2007   | Meyer-Werft                               | 69 203 ton  | |      |
| AIDAbella  | 2008   | Meyer-Werft                               | 69 203 ton  | |      |
| AIDAluna   | 2009   | Meyer-Werft                               | 69 203 ton  | |      |
| AIDAblu    | 2010   | Meyer-Werft                               | 71 300 ton  | Namnet är återanvänt, den tidigare AIDAblu seglade för AIDA 2003–2007. Den var ursprungligen byggd för Stimar Cruises och togs i drift som Pacific Jewel 1991 av P&O Cruises som förvärvat Stimar. |      |
| AIDAsol    | 2011   | Meyer-Werft                               | 71 300 ton  | |      |
| AIDAmar    | 2012   | Meyer-Werft                               | 71 300 ton  | |      |
| AIDAstella | 2013   | Meyer-Werft                               | 71 304 ton  | |      |
| AIDAprima. | 2016   | Mitsubishi                                | 124 500 ton | |      |
| AIDAperla  | 2017   | Mitsubishi                                | 125 572 ton | |      |
| AIDAnova   | 2018   | Meyer-Werft                               | 183 858 ton | |      |
| AIDAcosma  | 2021   | Meyer-Werft                               | 183 858 ton | |      |

### Fotnoter
1. ↑  ”About AIDA”. Cruise Critic. http://www.cruisecritic.com/reviews/cruiseline.cfm?CruiseLineID=103. Läst 2 september 2008.
2. ↑  P&O acquires leading position in German cruise market
3. ↑  AIDAprima Cruise Ship på www.ship-technology.com den 2 mai 2016. Läst den 27 februari 2022.
4. ↑  ”AIDA Cruises Takes Delivery of AIDAperla”. World Maritime News. 27 april 2017. Arkiverad från originalet den 13 november 2019. https://web.archive.org/web/20191113182730/https://worldmaritimenews.com/archives/218729/aida-cruises-takes-delivery-of-aidaperla/.